# Дуванны-Дениз
Дуванны-Дениз — нефтегазовое месторождение в Азербайджане. Расположено в акватории Каспийского моря и 87 км югу от Баку в северной части Бакинского архипелага.
Нефтегазоносность связана с отложениям мелового возраста. Соответствует складчатости Дуванны-Хара-Зиря северной антиклинальной линии архипелага. Толщина отложений продуктивной толщи от 3000 до 4000 м начиная от акчагыльского и апшеронского ярусов до современного.